# Bikini Warriors
Bikini Warriors (ビキニ・ウォリアーズ Bikini Woriāzu) là một nhượng quyền kinh doanh truyền thông của Nhật Bản. Chủ yếu bao gồm một bộ figure kỳ ảo do Hobby Japan và Megahouse tạo ra, với phần thiết kế nhân vật do nhiều họa sĩ phụ trách gồm Rei Hiroe, Hisasi, Saitom và Tony. Bản chuyển thể anime dài tập dựa trên manga bắt đầu được phát sóng từ ngày 7 tháng 7 năm 2015. Một bộ manga và trò chơi điện tử cũng đã được hãng công bố.

## Cốt truyện
Phim bao gồm một chuỗi các câu chuyện ngắn mô tả cuộc phiêu lưu của bốn nhà thám hiểm nữ trong một thế giới kỳ ảo đầy ắp những con quái vật hung ác và pháp sư thù địch. Bốn nữ chiến binh đồ lót phải tìm cách vượt qua những gian nan thử thách trong thế giới này nhằm bù đắp cho chi phí sinh hoạt của họ, trong lúc cố gắng khoan khoái với ý tưởng để lộ quá nhiều đường nét tròn trịa trên cơ thể của mình.

## Nhân vật

### Nhân vật chính
Fighter (ファイター Faitā)
Lồng tiếng bởi: Hikasa Yōko
Nữ chiến binh với mái tóc màu đỏ rực, tính tình có phần hơi cứng đầu và bốc đồng, cô còn là thủ lĩnh của nhóm.
Paladin (パラディン Paradin)
Lồng tiếng bởi: Ueda Kana
Một nữ chiến binh tóc vàng xinh đẹp (mà chức phận có vẻ như không phù hợp với cô) có xu hướng ham muốn tình dục thầm kín.
Mage (メイジ Meiji)
Lồng tiếng bởi: Kakuma Ai
Thành viên trẻ nhất và nhút nhát nhất trong nhóm phiêu lưu, Mage là một cô gái có mái tóc màu tím có ngoại hình trẻ con tinh thông thuật phù thủy.
Dark Elf (ダークエルフ Dākuerufu)
Lồng tiếng bởi: Takahashi Chiaki
Một thành viên thuộc chủng tộc Dark Elf trợ giúp cả nhóm với một sự kết hợp linh hoạt kỹ năng chiến đấu và phép thuật. Ban đầu cô khá là kiêu căng khi lần đầu tiên gia nhập vào nhóm, về sau đã thay đổi thái độ của mình với tư cách là một trong bốn thành viên thiết yếu sánh bước kề vai trên con đường phiêu lưu đầy gian lao.

### Nhân vật khác
Hunter (ハンター Hantā)
Lồng tiếng bởi: Numakura Manami
Valkyrie (ヴァルキリー Varukirī)
Lồng tiếng bởi: Itō Shizuka

## Truyền thông

### Anime
Bản chyển thể anime dài tập dựa trên manga bắt đầu được phát sóng vào tháng 7 năm 2015. AnimeLab giành được quyền chiếu trực tiếp ở Úc và New Zealand.

#### Danh sách tập phim
| Tập | Tựa đề | Ngày công chiếu     |
| --- | --- | ------------------- |
| 1   | "Bikiniāmā wa bikiniāmādeatte bikinide wanai" (ビキニアーマーはビキニアーマーであってビキニではない)                              | 7 tháng 7 năm 2015  |
| 2   | "Yūsha no tabidachi ni wa dōshitemo hitsuyōna mono ga aru" (勇者の旅立ちにはどうしても必要なものがある)                           | 14 tháng 7 năm 2015 |
| 3   | "Yuusha to Iedomo Ikite Ikanakereba Naranai no de Aru" (勇者といえども生きていかなければならないのである)                         | 21 tháng 7 năm 2015 |
| 4   | "Yuusha Taru Mono Mikaeri wo Motomete wa Ikenai" (勇者たるもの見返りを求めてはいけない)                                           | 28 tháng 7 năm 2015 |
| 5   | "Itsuka tsukau to omotte iru mono wa daitai saigomade tsukawanai" (いつか使うと思っているモノはだいたい最後まで使わない)          | 4 tháng 8 năm 2015  |
| 6   | "Yūsha to wa genkai ni idomi, sore o koeru monodearu" (勇者とは限界に挑み、それを超える者である)                                  | 11 tháng 8 năm 2015 |
| 7   | "Sakaba de deatta nakama ni kadona kitai o suru no wa kinmotsu" (酒場で出会った仲間に過度な期待をするのは禁物)                    | 18 tháng 8 năm 2015 |
| 8   | "Bōken no nakaba ni aratana nakama ga kuwawaru koto wa yoku aru hanashi" (冒険の半ばに新たな仲間が加わることはよくある話)         | 25 tháng 8 năm 2015 |
| 9   | "Shinrai shite ita nakama no uragiri ni saishite yūsha no torubeki kōdō" (信頼していた仲間の裏切りに際して勇者の取るべき行動)     | 1 tháng 9 năm 2015  |
| 10  | "Hoshī to negau aitemu koso nakanaka te ni hairanai" (欲しいと願うアイテムこそなかなか手に入らない)                               | 8 tháng 9 năm 2015  |
| 11  | "Hijiri kishi no shiroki yawahada ni semaru jūyoku no wana" (聖騎士の白き柔肌に迫る獣欲の罠)                                      | 15 tháng 9 năm 2015 |
| 12  | "Hatashite hontōni kore de owaru no ka wa wareware ni mo mada wakaranai" (果たして本当にこれで終わるのかは我々にもまだ分からない) | 22 tháng 9 năm 2015 |